# Župnija Sveti Lenart nad Laškim
Župnija Sveti Lenart nad Laškim je rimskokatoliška teritorialna župnija Dekanije Laško Škofije Celje.

## Zgodovina
Do 7. aprila 2006, ko je bila ustanovljena Škofija Celje, je bila župnija del Savskega naddekanata Škofije Maribor.
Do reorganizacije nadekanatov in dekanij Škofije Celje dne 1. septembra 2021, je bila župnija sestavni del Dekanije Laško.

## Cerkev
| #  | Slika | Cerkev             | Kraj           |
| -- | ----- | ------------------ | -------------- |
| 1. |       | Cerkev sv. Lenarta | Vrh nad Laškim |